# Handball-Oberliga Sachsen 1993/94
Die Handball-Oberliga Sachsen 1993/94 wurde unter dem Dach des Handball-Verbandes Sachsen (HVS) organisiert und war die höchste Spielklasse des Landesverbandes Sachsen. Die Oberliga Sachsen war nach der Bundesliga, der 2. Bundesliga und der Handball-Regionalliga eine der vierthöchsten Spielklassen im deutschen Handball.

## Saisonverlauf
Die Oberliga Sachsen 1993/94 war die dritte Ausspielung der Handball-Oberligasaison. Meister wurde der OSC Löbau, der sich damit auch für die Regionalliga Süd 1994/95 qualifizierte.

### Modus
Es wurde eine Hin- und Rückrunde gespielt. Nach Abschluss der daraus resultierenden 26 Spieltage stieg der Sachsenmeister in die Regionalliga Süd auf, während die letzten zwei Mannschaften in die Verbandsligen absteigen mussten.

## Teilnehmer und Platzierungen
Nicht mehr dabei waren Auf- und Absteiger der Vorsaison. Neu hinzu kamen die Absteiger (A) aus der Regionalliga Süd und die Aufsteiger (N) aus der Verbandsligen. 

### Männer
 1. OSC Löbau (A)
- 2. ESV Delitzsch
- 3. SG LVB Leipzig (A)
- 4. TuS SMB Chemnitz
- 5. ESV Lok Leipzig-Mitte
- 6. SV 04 Plauen-Oberlosa
- 7. ISG Hagenwerder
- 8. HSV Glauchau (N)
- 9. BSV Limbach-Oberfrohna (N)
- 10. EHV Aue II
- 11. SC DHfK Leipzig II
- 12. Zwönitzer HSV 1928

 13. TBSV Neugersdorf (N)

 14. SHC Meerane

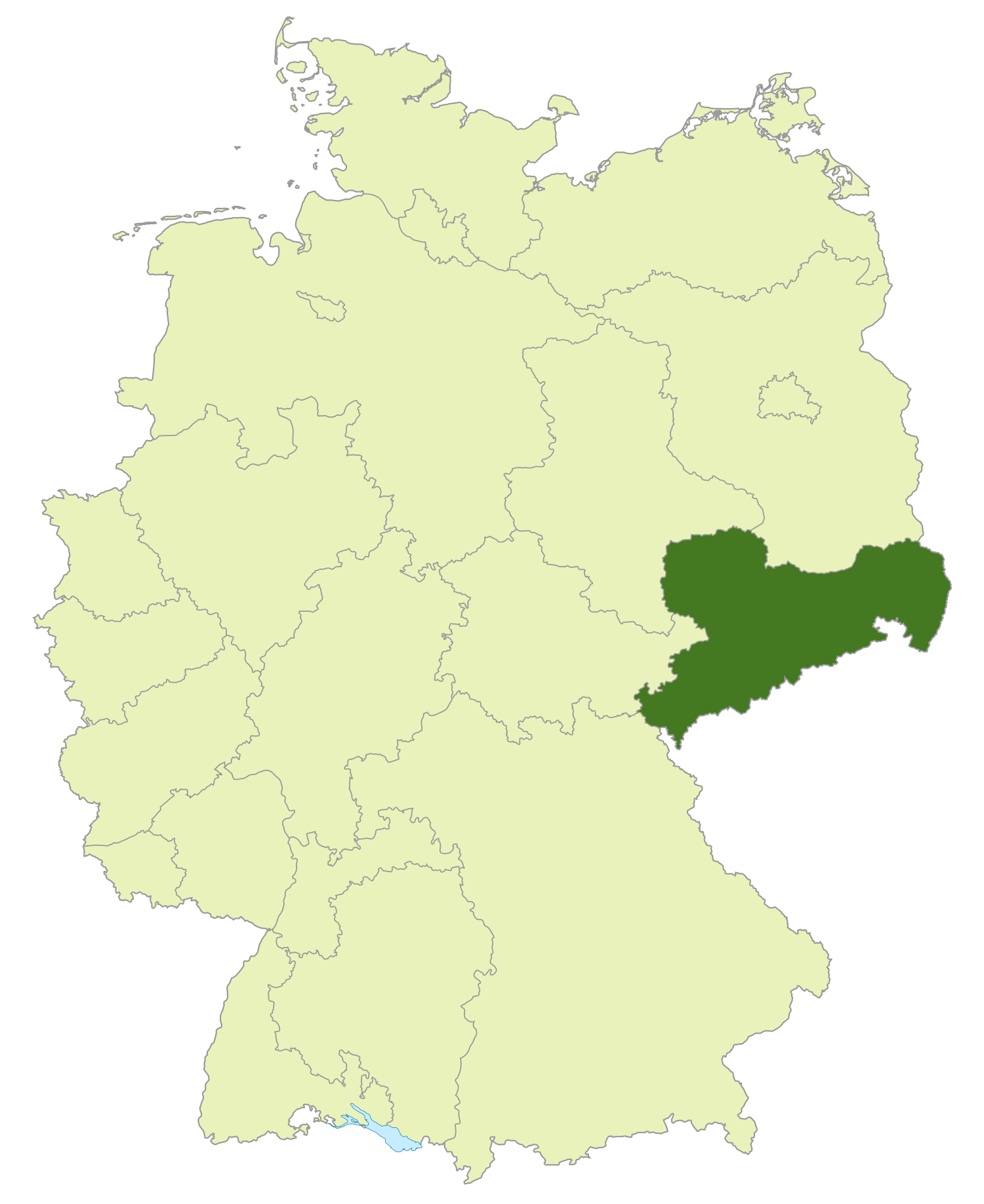
Bereich „Handball-Verband Sachsen“ (grün)

(A) = Absteiger aus der Regionalliga Süd (N) = neu in der Liga

 Sachsenmeister und Aufsteiger zur Regionalliga Süd 1994/95
- Für die Oberliga  1994/95 qualifiziert